# Football League Super Cup
La Football League Super Cup (coneguda per motius de patrocini com la ScreenSport Super Cup) va ser una competició única de clubs de futbol celebrada a Anglaterra la temporada 1985–86. Va ser organitzada per la Football League i estava pensada com una forma de compensació econòmica i esportiva per als clubs anglesos que s'havien classificat per a la competició europea la temporada anterior però que havien rebut la prohibició d'entrar als tornejos europeus per la UEFA després del desastre de Heysel. Amb la prohibició que duraria en un futur previsible, els clubs anglesos perdrien una gran quantitat d'ingressos i també tindrien menys oportunitats de guanyar trofeus, de manera que es va establir la Super Cup per tal de compensar almenys una part d'aquests ingressos perduts, així com oferir-los competicions addicionals.
La intenció original de la Lliga de Futbol era celebrar la Super Cup anualment mentre durés la prohibició de la UEFA als clubs anglesos (que finalment va resultar ser de cinc anys), però la competició es va veure en gran part com un mal substitut del glamur dels tornejos europeus i no va oferir res diferent de les dues competicions per eliminatòries domèstiques que ja existien, la FA Cup i la Copa de la Lliga. En conseqüència, va generar un interès mínim per part dels clubs implicats. Amb la final de la competició ajornada fins a l'inici de la temporada següent a causa de la congestió de partits, la Super Cup va ser finalment abolida després que només s'hagués celebrat una edició.
L'interès per la competició era tan baix que la Lliga de Futbol inicialment no va aconseguir cap mena de patrocini. El canal esportiu de televisió per cable Screensport va acordar patrocinar la final del torneig el setembre de 1986.

## Format
Els sis clubs convidats a participar, i les competicions europees a les quals s'haurien classificat, van ser:
- Everton (campions de la Lliga de futbol, Copa d'Europa)
- Manchester United (campions de la Copa FA, Recopa d'Europa)
- Norwich City (Guanyadors de la Copa de la Lliga, Copa de la UEFA)
- Liverpool (Copa de la UEFA)
- Tottenham Hotspur (Copa de la UEFA)
- Southampton (Copa de la UEFA)

Per crear un nombre suficient de partits, els equips van jugar a casa i fora en dos grups de tres equips, amb tres punts concedits per una victòria i un punt per un empat, i els dos primers equips de cada grup van passar a la semifinal. Tant les semifinals com la final s'havien de disputar a dos partits, a casa i a fora, que potser va ser un altre factor que podria haver contribuït a que la competició no atregués molt l'interès dels clubs participants, ja que el torneig no oferia perspectives d'un dia a Wembley per als finalistes.

## Història de la competició
Els rivals del Merseyside, el Liverpool i l'Everton, van arribar a la final, però amb aquests dos clubs involucrats en una batalla pel campionat de lliga i tots dos també arribant a la final de la FA Cup (així com el Liverpool participant a les semifinals de la Copa de la Lliga), la congestió de partits es va convertir en un problema, i el partit de tornada de la semifinal del Liverpool es va haver de retardar fins a l'última setmana de la temporada, dos dies abans de la final de la FA Cup. La temporada de futbol anglès va haver d'acabar immediatament després de la final de la FA Cup a causa dels preparatius per a la imminent Copa del Món de la FIFA a Mèxic (a la qual havien de participar molts jugadors de l'Everton i el Liverpool), la qual cosa va fer que no hi hagués oportunitat per la final de la Super Cup retardada que s'havia de jugar després de la final de la FA Cup i, per tant, la Super Cup no es va poder concloure abans que acabés la temporada 1985–86.
L'absència de cap conclusió de la Super Cup abans del final de la temporada pot haver acabat amb qualsevol possibilitat que s'organitzés un segon torneig de la Supercopa la temporada 1986–87, tot i que el fracàs percebut de la competició inaugural i la seva impopularitat entre els clubs van fer que fos improbable en cap cas. (Si la Super Cup 1986–87 s'hagués organitzat, hauria estat disputada per Liverpool, Everton, West Ham United, Manchester United, Sheffield Wednesday i Oxford United).
Finalment, la final de la Super Cup de 1985–86 es va haver d'aturar fins a la temporada següent i finalment es va jugar el setembre de 1986, moment en què la competició finalment havia atret cert patrocini. L'Everton, però, va presentar un equip de reserva virtual a la final a doble partit (tot i que es trobava enmig d'una crisi de lesions genuïna) i el Liverpool va guanyar el trofeu per 7-2 en total. Els partits es recorden per la impressionant acumulació de cinc gols de Ian Rush amb el Liverpool durant els dos partits (tot i que aquests gols de vegades s'exclouen del seu rècord oficial del derbi de Merseyside) i per l'espectacular gol de Kevin Sheedy per l'Everton a Anfield, marcat des d'una falta a llarga distància. Després d'haver perdut el doblet de Lliga i Copa davant el Liverpool el maig anterior, l'Everton més tard aquella temporada va aconseguir guanyar al Liverpool el Campionat de Lliga.
La Super Cup no va ser un èxit, ja que no va poder substituir els partits contra els millors equips d'Europa en competicions prestigioses de la UEFA. En general, les assistències van ser pobres i els clubs implicats aparentment consideraven el torneig com una addició inútil als tres tornejos nacionals existents i una font de congestió de partits. En conseqüència, la Super Cup va ser abolida després d'una sola temporada i no s'ha celebrat des d'aleshores. Ara la competició està molt oblidada.

## Competicions semblants
La Full Members Cup, una altra competició de copa de la Lliga de Futbol que també es va estrenar el 1985 per motius similars (per crear competició addicional, ingressos i oportunitats econòmiques per als clubs anglesos, així com una final a l'estadi de Wembley), va sortir lleugerament millor i va funcionar fins al 1992, sovint més recordada com la "Copa ZDS" a causa del patrocini per part de Zenith Data Systems d'aquesta competició. Una competició similar a la Super cup, el Football League Centenary Trophy es va jugar a les primeres setmanes de 1988–89 per celebrar el 100è aniversari de la lliga entre els vuit millors equips de la Lliga de Futbol de la temporada anterior. La competició, disputada en tres rondes per eliminació directa, va ser guanyada per l'Arsenal.

## Fase de grups
| Clau dels colors a les taules de grup         |
| --------------------------------------------- |
| Els dos primers llocs passen a les semifinals |

### Grup 1[1]
| Equip             | Pts | PJ | PG | PE | PP | GF | GC | DG |
| ----------------- | --- | -- | -- | -- | -- | -- | -- | -- |
| Everton           | 9   | 4  | 3  | 0  | 1  | 6  | 3  | +3 |
| Norwich City      | 5   | 4  | 1  | 2  | 1  | 3  | 3  | 0  |
| Manchester United | 2   | 4  | 0  | 0  | 2  | 4  | 7  | -3 |

| 18 de setembre de 1985 |     |                   |
| Manchester United      | 2–4 | Everton           |
| 2 d'octubre de 1985    |     |                   |
| Everton                | 1–0 | Norwich City      |
| 23 d'octubre de 1985   |     |                   |
| Norwich City           | 1–0 | Everton           |
| 6 de novembre de 1985  |     |                   |
| Manchester United      | 1–1 | Norwich City      |
| 4 de desembre de 1985  |     |                   |
| Everton                | 1–0 | Manchester United |
| 11 de desembre de 1985 |     |                   |
| Norwich City           | 1–1 | Manchester United |

### Grup 2[1]
| Equip             | Pts | PJ | PG | PE | PP | GF | GC | DG |
| ----------------- | --- | -- | -- | -- | -- | -- | -- | -- |
| Liverpool         | 10  | 4  | 3  | 1  | 0  | 8  | 2  | +6 |
| Tottenham Hotspur | 6   | 4  | 2  | 0  | 2  | 5  | 7  | -2 |
| Southampton       | 1   | 4  | 0  | 1  | 3  | 4  | 8  | -4 |

| 17 de setembre de 1985 |     |                   |
| Liverpool              | 2–1 | Southampton       |
| 2 d'octubre de 1985    |     |                   |
| Tottenham Hotspur      | 2–1 | Southampton       |
| 22 d'octubre de 1985   |     |                   |
| Southampton            | 1–1 | Liverpool         |
| 3 de desembre de 1985  |     |                   |
| Liverpool              | 2–0 | Tottenham Hotspur |
| 17 de desembre de 1985 |     |                   |
| Southampton            | 1–3 | Tottenham Hotspur |
| 14 de gener de 1986    |     |                   |
| Tottenham Hotspur      | 0–3 | Liverpool         |

## Fase eliminatòria

### Semifinals[1]

#### Anada
| Norwich City | 1–1    | Liverpool    |
| ------------ | ------ | ------------ |
| Drinkell 49' | Report | Dalglish 79' |

| Tottenham Hotspur | 0–0 | Everton |
| ----------------- | --- | ------- |
|                   |     |         |

#### Tornada
| Everton                                 | 3–1 | Tottenham Hotspur |
| --------------------------------------- | --- | ----------------- |
| Heath 77' · Mountfield 91' · Sharp 112' |     | Falco 48'         |

L'Everton va guanyar 3-1 en el global
| Liverpool                                       | 3–1    | Norwich City |
| ----------------------------------------------- | ------ | ------------ |
| MacDonald 56' · Mølby 72' (pen.) · Johnston 79' | Report | Brooke 2'    |

El Liverpool va guanyar 4–2 en el global

### Final[1]

#### Anada
| Liverpool                  | 3–1    | Everton    |
| -------------------------- | ------ | ---------- |
| Rush 6', 65' · McMahon 56' | Report | Sheedy 40' |

| Liverpool | Everton |

| GK              | 1  | Mike Hooper     |  |       |
| RB              | 2  | Barry Venison   |  |       |
| LB              | 3  | Jim Beglin      |  |       |
| CB              | 4  | Mark Lawrenson  |  |       |
| LM              | 5  | Ronnie Whelan   |  | Surt  |
| CB              | 6  | Gary Gillespie  |  |       |
| SS              | 7  | Kenny Dalglish  |  |       |
| RM              | 8  | Steve Nicol     |  |       |
| CF              | 9  | Ian Rush        |  |       |
| CM              | 10 | Kevin MacDonald |  |       |
| CM              | 11 | Steve McMahon   |  |       |
| Substitutes:    |    |                 |  |       |
| MF              | 12 | John Wark       |  |       |
| MF              | 14 | Jan Mølby       |  | Entra |
| Player/Manager: |    |                 |  |       |
| Kenny Dalglish  |    |                 |  |       |

| GK             | 1  | Bobby Mimms         |  |       |
| RB             | 2  | Peter Billing       |  |       |
| LB             | 3  | Paul Power          |  |       |
| CB             | 4  | Kevin Ratcliffe (c) |  |       |
| CB             | 5  | Ian Marshall        |  |       |
| CM             | 6  | Kevin Langley       |  |       |
| RM             | 7  | Neil Adams          |  |       |
| ST             | 8  | Paul Wilkinson      |  |       |
| ST             | 9  | Graeme Sharp        |  |       |
| CM             | 10 | Trevor Steven       |  |       |
| LM             | 11 | Kevin Sheedy        |  | Surt  |
| Substitutes:   |    |                     |  |       |
| MF             |    | Warren Aspinall     |  | Entra |
| Manager:       |    |                     |  |       |
| Howard Kendall |    |                     |  |       |

#### Tornada
| Everton         | 1–4    | Liverpool                      |
| --------------- | ------ | ------------------------------ |
| Sharp 88' (pen) | Report | Rush 10', 27', 84' · Nicol 62' |

| Everton | Liverpool |

| GK             | 1  | Bobby Mimms         |  |       |       |
| RB             | 2  | Peter Billing       |  |       |       |
| LB             | 3  | Paul Power          |  |       |       |
| CB             | 4  | Kevin Ratcliffe (c) |  |       |       |
| CB             | 5  | Derek Mountfield    |  |       |       |
| CM             | 6  | Trevor Steven       |  |       |       |
| RM             | 7  | Neil Adams          |  |       |       |
| CM             | 8  | Adrian Heath        |  |       |       |
| ST             | 9  | Graeme Sharp        |  |       |       |
| ST             | 10 | Paul Wilkinson      |  |       |       |
| LM             | 11 | Kevin Sheedy        |  | Surt  |       |
| Substitute:    |    |                     |  |       |       |
| MF             |    | Warren Aspinall     |  | Entra | Surt  |
| DF             |    | Neil Pointon        |  |       | Entra |
| Manager:       |    |                     |  |       |       |
| Howard Kendall |    |                     |  |       |       |

| GK              | 1  | Bruce Grobbelaar |  |       |
| RB              | 2  | Gary Gillespie   |  |       |
| LB              | 3  | Jim Beglin       |  |       |
| CB              | 4  | Mark Lawrenson   |  |       |
| LM              | 5  | Ronnie Whelan    |  |       |
| CB              | 6  | Alan Hansen (c)  |  |       |
| SS              | 7  | John Wark        |  |       |
| RM              | 8  | Steve Nicol      |  | Surt  |
| CF              | 9  | Ian Rush         |  |       |
| CM              | 10 | Jan Mølby        |  |       |
| CM              | 11 | Steve McMahon    |  |       |
| Substitute:     |    |                  |  |       |
| FW              | 12 | Paul Walsh       |  |       |
| DF              | 14 | Barry Venison    |  | Entra |
| Player/Manager: |    |                  |  |       |
| Kenny Dalglish  |    |                  |  |       |

El Liverpool va guanyar 7–2 en el global

## Màxims golejadors
| Jugador      | Club              | Metes |
| ------------ | ----------------- | ----- |
| Ian Rush     | Liverpool         | 7     |
| Mark Falco   | Tottenham Hotspur | 4     |
| Graeme Sharp | Everton           | 3     |
| Kevin Sheedy | Everton           | 3     |